# Three Imaginary Boys
Three Imaginary Boys é o álbum de estreia da banda inglesa de rock The Cure, lançado em 8 de maio de 1979 pela Fiction Records. Mais tarde, foi lançado nos Estados Unidos, Canadá e Austrália com uma lista de faixas diferente, como um álbum de compilação intitulado Boys Don't Cry.
A formação era  composta por Robert Smith na guitarra e no vocal, Laurence Tolhurst na bateria e Michael Dempsey no baixo. O disco contém treze faixas.

## Antecedentes
A gravadora decidiu quais músicas foram colocadas no álbum, assim como a arte da capa, sem o consentimento de Robert Smith. Para todos os álbuns do Cure, Smith assegurou a ele o total controle criativo sobre o produto final antes de ir à venda. 
A faixa cover de "Foxy Lady" com vocais cantados por Michael Dempsey não deveria estar no álbum, tendo sido removida para o lançamento americano. Smith afirmou que "canções como "Object" e "World War" e o nosso cover de "Foxy Lady" foram escolha de Chris Parry". 

## Capa
A capa minimal, que descreve três aparelhos em um fundo rosa (uma luminária, uma geladeira e um aspirador de pó), foi concebido pelo produtor Chris Parry e projetado por Bill Smith (autor da capa do single "Killing An Arab").
Robert Smith sempre disse que ele nunca gostou da arte criada para o disco, chegando a chamá-lo de "um grande pedaço de merda", em 2000.

## Lançamento e relançamento
Three Imaginary Boys foi lançado originalmente em 8 de maio de 1979 pela gravadora Fiction.
O álbum foi relançado em 29 de novembro de 2004 e contou com um segundo disco de material inédito, incluindo músicas gravadas sobre o nome Easy Cure com Porl Thompson.
Era para ser lançado no início de 2004, juntamente com os próximos três álbuns de estúdio da banda (Seventeen Seconds, Faith e Pornography), mas foi adiado várias vezes antes de ser liberado por si só no final de 2004. Uma vez que apresenta uma variedade de canções antigas, é a única edição de luxo pela banda que não possui uma versão alternativa de todas as músicas do primeiro disco.

## Recepção
Apesar do desagrado de Smith com o registro, Three Imaginary Boys foi bem recebido criticamente na época de seu lançamento.
Dave McCullough elogiou em uma crítica de 5 estrelas e observou: "O Cure está indo para um lugar diferente em cada faixa, as ideias são surpreendentes e desarmantes." McCullough notou a variedade do material e qualificou a faixa "Grinding Halt" como uma "canção pop que lembra The Isley Brothers ou os Buzzcocks." Red Starr, escrevendo em Smash Hits, descreveu o álbum como uma "estréia brilhante e atraente". No entanto, Paul Morley do NME não compartilhava do mesmo ponto de vista e escreveu: "Na maioria das vezes, é uma voz recuperando o fôlego, um riff de guitarra cautelosamente primitivo, bateria de brinquedo e um baixo alegre."
Chris True do AllMusic retrospectivamente chamou o álbum de "uma estreia muito forte" e uma "parte semi-separada do pop-punk inglês do final dos anos 70". Nitsuh Abebe do Pitchfork comparou o álbum a "Wire... [ou]  Joy Division" e chamou-o de "um álbum tão original quanto qualquer outra coisa para sair do final do punk." O crítico da BBC Music Simon Morgan disse que "Smith estava forjando sua própria opinião sobre o zeitgeist pós-punk," enquanto o autor Martin C. Strong disse que "permanece entre os melhores trabalhos do Cure", acrescentando que "seus fragmentos pós-punk estranhamente acessíveis emprestavam um ar de melancolia reprimida".

## Performances ao vivo
A banda já se apresentou como um encore da faixa título "Three Imaginary Boys", "Fire in Cairo", "Boys Don't Cry", "Jumping Someone Else's Train", "Grinding Halt", "10:15 Saturday Night" e "Killing An Arab" (cantada como" Killing Another") na turnê 4Tour de 2007-2008 (os singles "Boys Don't Cry", "Jumping Someone Else's Train" e "Killing An Arab" estavam na versão americana).
Em 2011, The Cure tocou o álbum na íntegra em locais de eventos em Sydney, Nova York e Los Angeles.

## Faixas

### Edição Original de 1979
1. "10:15 Saturday Night" - 3:42
2. "Accuracy" – 2:17
3. "Grinding Halt" – 2:49
4. "Another Day" – 3:44
5. "Object" – 3:03
6. "Subway Song" – 2:00
7. "Foxy Lady" (The Jimi Hendrix Experience) – 2:29
8. "Meathook" – 2:17
9. "So What" – 2:37
10. "Fire in Cairo" – 3:23
11. "It's Not You" – 2:49
12. "Three Imaginary Boys" – 3:17
13. Untitled (a.k.a. "The Weedy Burton", faixa escondida) – 1:04

### Deluxe Edition de 2004

#### Disco 1
1. "10:15 Saturday Night" – 3:42
2. "Accuracy" – 2:17
3. "Grinding Halt" – 2:49
4. "Another Day" – 3:44
5. "Object" – 3:03
6. "Subway Song" – 2:00
7. "Foxy Lady" (The Jimi Hendrix Experience) – 2:29
8. "Meathook" – 2:17
9. "So What" – 2:39
10. "Fire in Cairo" – 3:23
11. "It's Not You" – 2:52
12. "Three Imaginary Boys" – 3:32
13. "The Weedy Burton" – 0:53

#### Disco 2
O segundo cd contém raridades de 1977 a 1979.
1. "I Want to Be Old" (SAV studio demo, October 1977, previously unreleased) – 2:36
2. "I'm Cold" (SAV studio demo, November 1977) – 3:21
3. "Heroin Face" (live in The Rocket, Crawley, December 1977, previously available on Curiosity) – 2:40
4. "I Just Need Myself" (PSL studio demo, January 1978, previously unreleased) – 2:14
5. "10:15 Saturday Night" (Robert Smith home demo, February 1978) – 4:36
6. "The Cocktail Party" (group home demo, March 1978, previously unreleased) – 4:17
7. "Grinding Halt" (group home demo, April 1978) – 3:31
8. "Boys Don't Cry" (Chestnut studio demo, May 1978, previously available on Curiosity) – 2:45
9. "It's Not You" (Chestnut studio demo, May 1978) – 3:16
10. "10:15 Saturday Night" (Chestnut studio demo, May 1978) – 3:41
11. "Fire in Cairo" (Chestnut studio demo, May 1978) – 3:42
12. "Winter" ('TIB' studio out-take, October 1978, previously unreleased) – 3:46
13. "Faded Smiles" (aka "I Don't Know") ('TIB' studio out-take, October 1978, previously unreleased) – 2:16
14. "Play with Me" ('TIB' studio out-take, October 1978, previously unreleased) – 3:30
15. "World War" (on early copies of Boys Don't Cry) – 2:38
16. "Boys Don't Cry" (also on Boys Don't Cry) – 2:37
17. "Jumping Someone Else's Train" (also on Boys Don't Cry) – 2:59
18. "Subway Song" (live in Nottingham, October 1979, previously available on Curiosity) – 2:27
19. "Accuracy" (live in Nottingham, October 1979) – 2:36
20. "10:15 Saturday Night" (live in Nottingham, October 1979) – 4:38

## Pessoal
- Robert Smith - guitarra, vocais (exceção da faixa 7)
- Michael Dempsey – baixo, backing vocals e vocal (na faixa 7)
- Lol Tolhurst – bateria